# Château Beyzac
Le château Beyzac est une demeure du XVIIIe siècle ou XIXe siècle, située en France sur la commune de Vertheuil, dans le département de la Gironde, en Nouvelle-Aquitaine.
C'est un château inscrit aux monuments historiques depuis 2006.

## Localisation
Le château Beyzac est situé sur la commune de Vertheuil, au lieu-dit « Le Parc », dans le Médoc, entre Lesparre-Médoc et Saint-Laurent-de-Médoc.

## Historique
Le site du château est occupé depuis l'Antiquité.
En 1814, les propriétaires retrouvent des constructions gallo-romaines lors de la plantation des vignes : c'est le seul exemplaire d'un bâtiment industriel de cette époque dans le département. Les fondations présentaient « un parallélogramme rectangle, dont les grands côtés avaient du Sud au Nord 40 m et les petits côtés 7.50 m de l'Est à l'Ouest ». L'usine était partagée en trois pièces, avec, à l'angle sud-est, un four pratiqué dans le roc. Plusieurs bassins carrés construits à la chaux et à sable, revêtus d'un ciment rouge et pavés de carreaux. On y descendait par trois marches. Quatre petits bronze de Constantin sont retrouvés lors des fouilles, ainsi qu'un carreau marqué de l'inscription "CVBVS MERVIA".
La carte de Cassini, en 1747 et celle de Belleyme, en 1785, laisse apparaître clairement le château Beyzac.

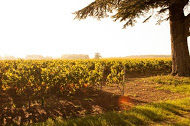
Les vignes replantées autour du château Beyzac

Le château, propriété de la famille de Camiran, fut probablement reconstruit ou remanié dans les années 1750. Une description de 1771, retrouvée dans les archives départementales de Gironde décrit le domaine ainsi : 

« un ban dans les paroisses de Vertheuil et Saint-Estèphe en médoc appelé Beyzac consistant en maison pour le maître de chai, cuvier, vignes, terres prés et bois dont il ignore la contenance relevant en roture du chapitre de Saint André et de M. de Fumel qu'il évalue quinze mille livres. »

En 1793, le comité de surveillance de Lesparre utilise le château comme maison d'arrêt. Un concierge et une garde de six hommes occupent le château et veillent sur les détenus. Le baron de Pichon-Longueville, maire de Pauillac, y sera détenu quelque temps. Romain Dupérier de Larsan, poète révolutionnaire, viendra y délivrer sa mère. Il mentionne le château Beyzac dans son poème Les Verrous révolutionnaires : 

« J'arrive à jeun, à pieds, dans ce fatal Beyzac / 
Prison où l'appétit désole l'estomac / 
Chacune espère, attend que dans ce vieux Château / 
l'on donne, pour sortir, un arrêté nouveau. »

Le 26 Brumaire de l'an II, le domaine appartient à « l'émigré Majance-Camiran » et est vendu comme bien national. Il est racheté par la « veuve Camiran ».
De nombreux propriétaires se succèdent tout au long du XIXe siècle : Jacques-Henri Wustenberg, négociant et membre de la Chambre des députés ; Emile Bosc ou encore Henri Nathaniel Brown de Colstoun.   

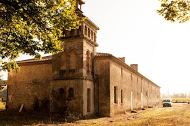
Le pigeonnier du château se trouve contre les dépendances sud. Au XIXe siècle il était utilisé comme château d'eau.

Pendant de nombreuses années le château est délaissé, les intérieurs saccagés et le parc abandonné.
En 1998, de nouveaux propriétaires ont racheté le domaine et ont replanté la vigne autour du château.